# Estação de Brie-Comte-Robert

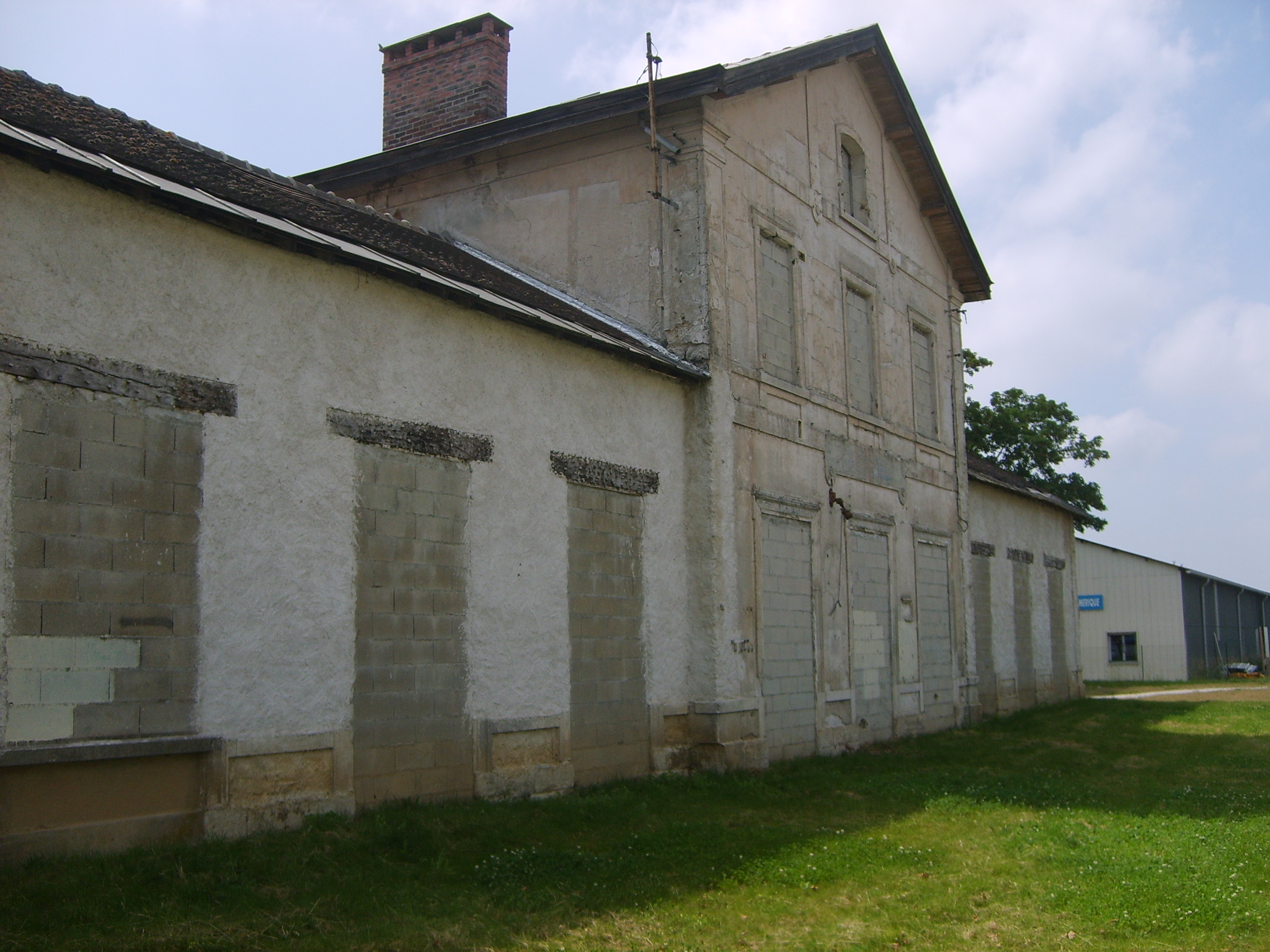
Brie-Comte-Robert, França: traseiras da estação ferroviária.

A Estação ferroviária de Brie-Comte-Robert localiza-se na vila de Brie-Comte-Robert, Departamento de Seine-et-Marne, região de Île-de-France, na França.
Trata-se de uma das estações ferroviárias da antiga linha de Vincennes, que ligava a estação de Bastille a Verneuil-l'Étang.
Actualmente, esta via foi retomada até Boissy-Saint-Léger pelo RER A, e a plataforma que atendia a linha de Limeil-Brévannes a Brie-Comte-Robert foi tomada parcialmente pelo LGV Sueste.
Quando da inauguração desta linha pretendia-se estabelecer uma estação do TGV em Brie-Comte-Robert, mas este projecto foi abandonado.

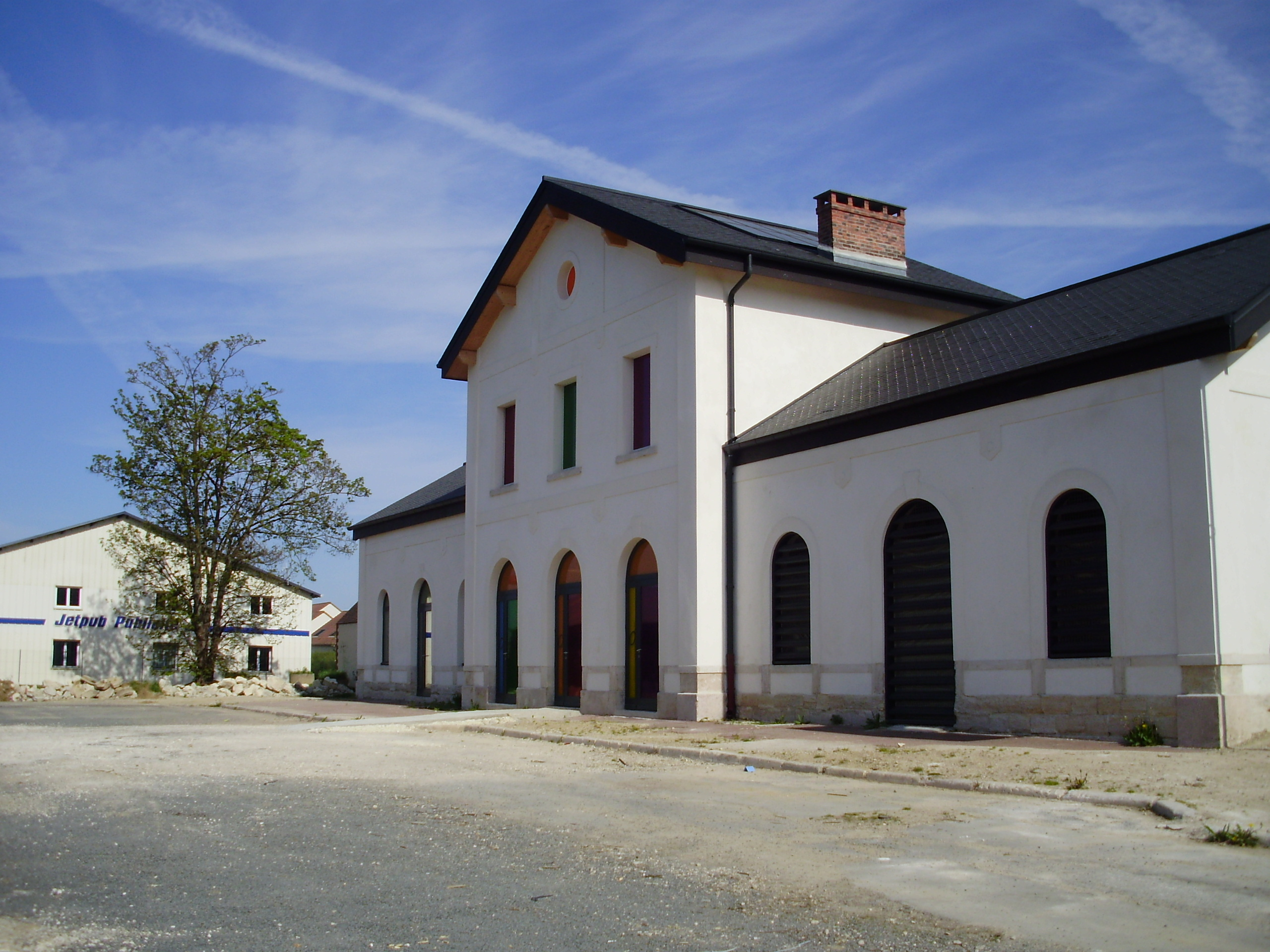
Brie-Comte-Robert, França: estação ferroviária.

Actualmente desafectada, a antiga estação de Brie-Comte-Robert é objecto de um programa experimental de restauração ligado ao desenvolvimento sustentável e à economia de energia.